# Mistrovství světa v ledolezení 2015
Mistrovství světa v ledolezení 2015 (anglicky UIAA Ice Climbing World Championships) proběhlo 30. ledna – 1. února 2015 v italském v Rabensteinu v ledolezení na lezení na obtížnost a 6.-8. března v Kirově v lezení na rychlost, oba závody byly součástí světového poháru v ledolezení 2015. Mistrovství světa juniorů v ledolezení 2015 se konalo v Saas-Fee.

## Průběh závodů
V hodnocení národních týmů se počítal jeden nejlepší výsledek mužů a žen.

## Češi na ME
Závody bez české účasti.

## Výsledky mužů a žen
| obtížnost                              | obtížnost                  | rychlost             | rychlost                    |
| -------------------------------------- | -------------------------- | -------------------- | --------------------------- |
| muži                                   | ženy                       | muži                 | ženy                        |
| 1. Maxim Tomilov                       | 1. Sin Un-son              | 1. Alexej Vagin      | 1. Jekatěrina Koščejevová   |
| 2. Pak Hi-jong                         | 2. Angelika Rainer         | 2. Radomir Proščenko | 2. Naděžda Galljamovová     |
| 3. Alexej Tomilov                      | 3. Petra Klingler          | 3. Jegor Trapeznikov | 3. Marija Krasavinová       |
|                                        |                            |                      |                             |
| 4. Valentyn Sypavin                    | 4. Liudmila Badalyan       | 4. Vladimir Kartašev | 4. Jekatěrina Feoktistovová |
| 5. Kevin Huser                         | 5. Naděžda Galljamovová    | 5. Nikolaj Kuzovlev  | 5. Natalja Běljajevová      |
| 6. Yannick Glatthard                   | 6. Natalija Kulikovová     | 6. Kirill Kolčegošev | 6. Julija Olejnikovová      |
| 7. Alexej Děngin                       | 7. Barbara Zwerger         | 7. Maxim Tomilov     | 7. Ekaterina Glazunova      |
| 8. Vasily Terekhin                     | 8. Radka Petkova           | 8. Vlad Golub        | 8. Julija Kaplinová         |
| 9. Pavel Dobrinsskiy                   | 9. Nadezda Smirnova        | 9. Maxim Vlasov      | 9. Natalija Kulikovová      |
| 10. YoungHye Kwon 10. Nikolaj Kuzovlev | 10. Marianne van der Steen | 10. Vladislav Iurlov | 10. Nadezda Smirnova        |
| 8 finalistů                            | 8 finalistek               | 8/4 finalisté        | 8/4 finalistky              |
| 19 semifinalistů                       | 22 semifinalistek          | 16 semifinalistů     | 16 semifinalistek           |
| 50 mužů                                | 27 žen                     | 47 mužů              | 31 žen                      |

### Hodnocení týmů
Národy obtížnost a rychlost
| pořadí | obtížnost       | rychlost        |
| ------ | --------------- | --------------- |
| 1.     | Jižní Korea 180 | Rusko 200       |
| 2.     | Rusko 155       | Ázerbájdžán 135 |
| 3.     | Švýcarsko 120   | Ukrajina 116    |
| celkem | 16 zemí         | 11 zemí         |

### Medaile podle zemí
| pořadí | stát        | Zlatá medaile | Stříbrná medaile | Bronzová medaile | celkem |
| ------ | ----------- | ------------- | ---------------- | ---------------- | ------ |
| 1.     | Rusko       | 3             | 2                | 3                | 8      |
| 2.     | Jižní Korea | 1             | 1                | 0                | 2      |
| 3.     | Itálie      | 0             | 1                | 0                | 1      |
| 4.     | Švýcarsko   | 0             | 0                | 1                | 1      |